# 古勒鲁克乡
古勒鲁克乡，是中华人民共和国新疆维吾尔自治区喀什地区伽师县下辖的一个乡镇级行政单位。

## 行政区划
古勒鲁克乡下辖以下地区：
哈尼喀村、兰干村、古勒鲁克村、亚勒古孜塔勒村、英巴格村、欧吐拉古勒鲁克村、阿亚克古勒鲁克村、阿克提坎村、巴什阿勒喀库勒村、阿勒喀库勒村、喀日木库木村、白什塔木村、由库日白什塔木村、阿亚克白什塔木村、喀让古鲁克村、阔若克村、阿恰勒村、塘力其村、库克塔勒村、阿克托喀依村、苏巴斯提村、塔然其村、因买里村、欧吐拉白西塔木村、阿亚克库克塔勒村、巴什阿恰勒村、克孜勒库木村和库其拜西汤木村。